# V725 Возничего
V725 Возничего (лат. V725 Aurigae) — двойная затменная переменная звезда типа W Большой Медведицы (EW) в созвездии Возничего на расстоянии приблизительно 1855 световых лет (около 569 парсеков) от Солнца. Видимая звёздная величина звезды — от +13,7m до +13,4m. Орбитальный период — около 0,3675 суток (8,8188 часов).

## Характеристики
Первый компонент — оранжево-жёлтый карлик спектрального класса K-G. Радиус — около 1,52 солнечного, светимость — около 1,336 солнечной. Эффективная температура — около 5040 K.
Второй компонент — оранжево-жёлтый карлик спектрального класса K-G.